# Huang Yong Ping
Huang Yong Ping (Xiamen, 18 februari 1954  - Parijs, 19 oktober 2019) was een Franse, uit China afkomstige, beeldhouwer en installatiekunstenaar.

## Leven en werk
Huang was halverwege de tachtiger jaren lid van de avant-gardistische Xiamen Dadabeweging, die happenings organiseerden naar het voorbeeld van Joseph Beuys, Marcel Duchamp en John Cage. In 1989 kreeg hij een uitnodiging voor de expositie Magiciens de la terre in het Centre Georges Pompidou in Parijs, die ook elders in Europa getoond zou worden, en Huang besloot in Frankrijk te blijven.
In 1996 was hij aanwezig bij de eerste expositie van het Europese kunstevenement Manifesta in Rotterdam en in 1997 bij de internationale beeldhouwtentoonstelling Skulptur.Projekte in Münster. In 1999 en in 2009 vertegenwoordigde hij Frankrijk bij de Biënnale van Venetië. Een andere tentoonstelling waaraan hij deelnam was de expositie The House of Oracles, die was te zien tussen 2005 en 2007 in het Walker Art Center in Minneapolis, het Massachusetts Museum of Contemporary Art in North Adams (Massachusetts), de Vancouver Art Gallery in Vancouver en in het Ullens Center for Contemporary Arts in Peking. Voorts in 2008 in de Barbican Art Gallery in Londen en in 2009 nam hij deel aan de expositie Against exclusion tijdens de Third Moscow Biennale of Contemporary Art in Moskou.
Huang woonde en werkte in Parijs en was gehuwd met de, eveneens uit China afkomstige, kunstenares Shen Yuan. Hij overleed in Parijs op 65-jarige leeftijd op 19 oktober 2019.

## Enkele werken
- The overturned tomb (1994)[3], Beeldenpark van het Kröller-Müller Museum in Otterlo
- 100 Arms of Guanyin (1997), Skulptur.Projekte in Münster
- Hammam o Baño Árabe (2003), Fundación NMAC in Vejer de la Frontera
- Buddha's Hands (2006)[4], Het Arsenaal, Biënnale van Venetië 2009
- Immigrant sans papiers (2010)[5], tuin van het Palais Royal in Parijs

## Fotogalerij

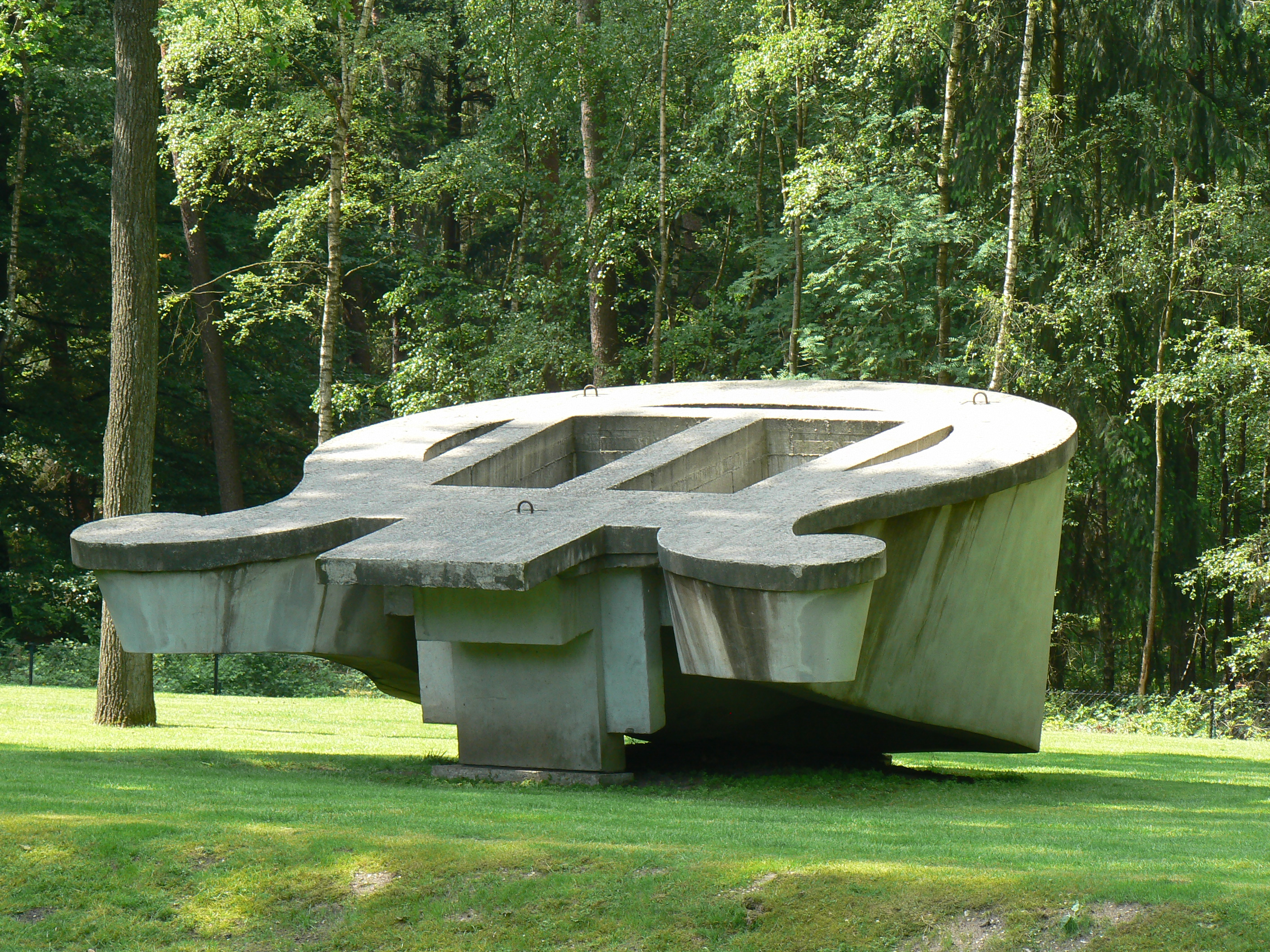
The overturned tomb (1994)
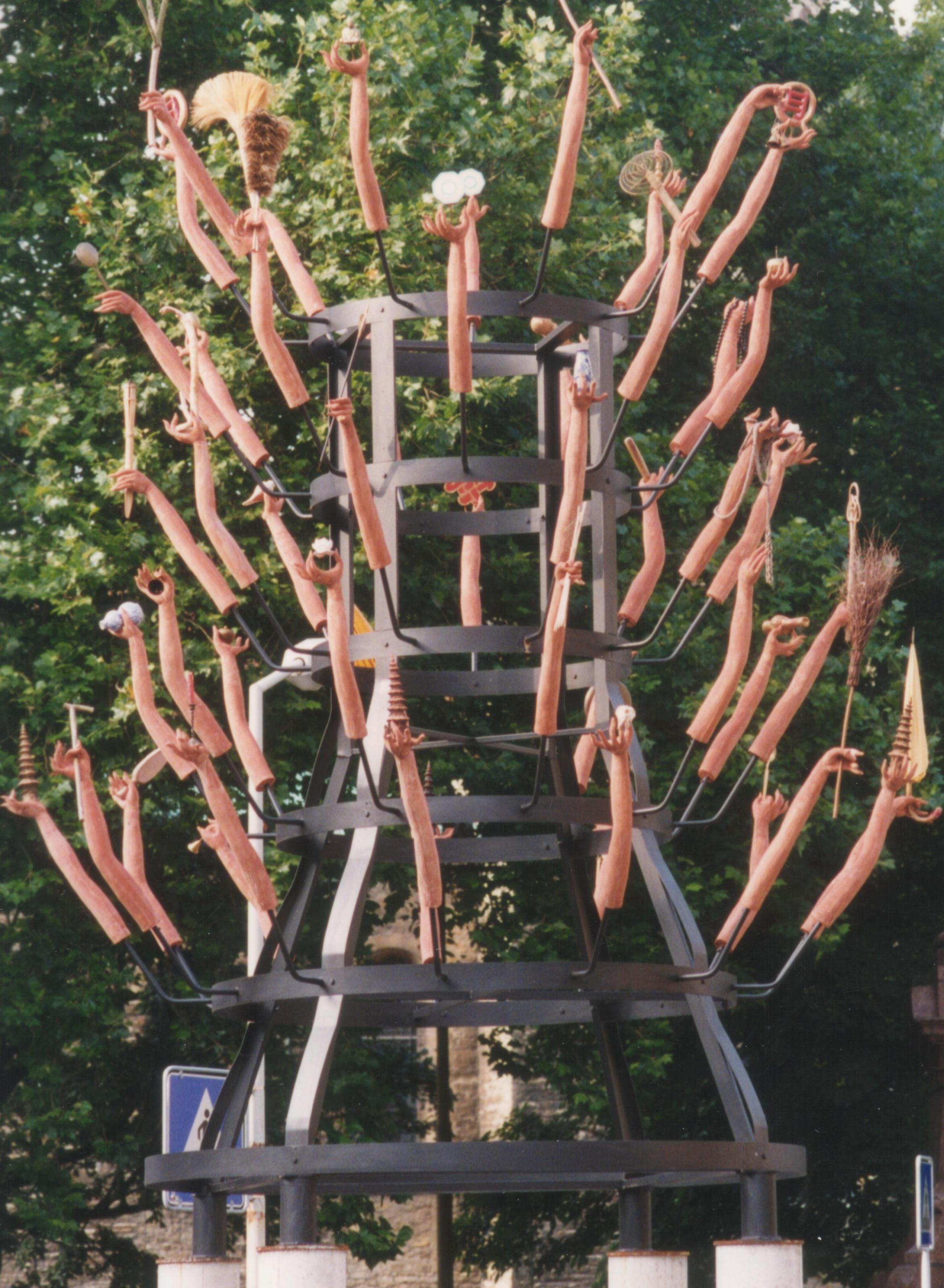
100 Arms of Guanyin (1997)
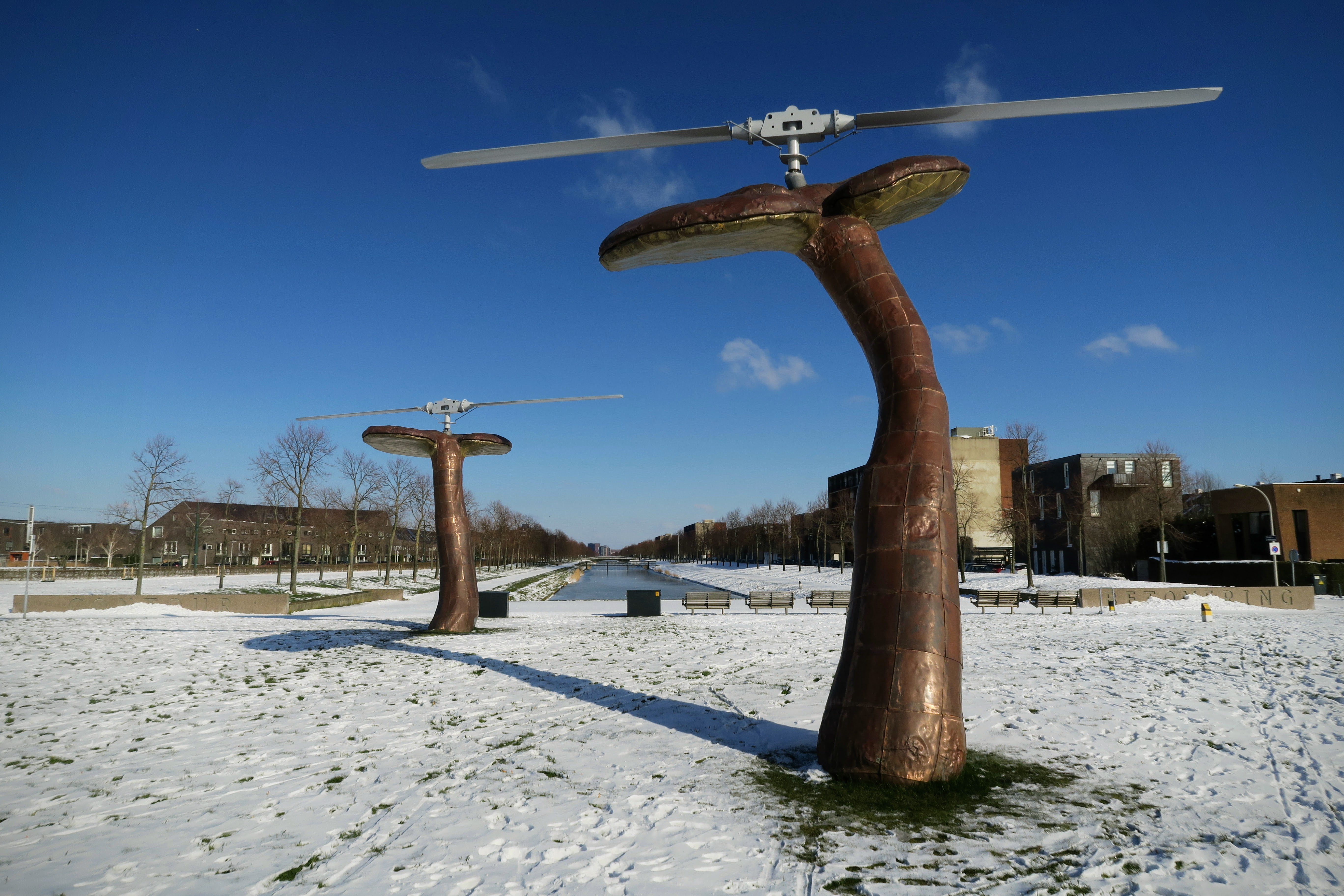
Ling Zhi Helicopters in Ypenburg, 2020